# Collinsonia sinensis
Collinsonia sinensis là một loài thực vật có hoa trong họ Hoa môi. Loài này được (Diels) Harley mô tả khoa học đầu tiên năm 2003.